# Universelles S

Zeichnung des Universellen S.

Das Universelle S (auch Cooles S bzw. engl. Universal S oder Cool S) ist ein Symbol unbekannter Herkunft und Bedeutung, welches international verbreitet ist und vor allem von Schulkindern gezeichnet wird. Gerade aufgrund der größtenteils unbekannten Herkunft des Symbols bei seiner zeitgleich hohen Bekanntheit hat sich das Universelle S immer wieder als Internetphänomen verbreitet. Die Geschichte des Symbols geht vermutlich bis auf das Jahr 1973 zurück.

## Symbol

Anleitung zum Zeichnen des Universellen S.

Das Universelle S besteht aus zwei Reihen von jeweils drei vertikal parallel zueinander verlaufenden Linien, von denen die jeweils äußeren beiden mit einer diagonalen Linie verbunden werden. Die beiden übrigen Linien werden meist ebenfalls diagonal zu den beiden anderen Verbindungen gezeichnet, sodass es aussieht, als würden sie hinter der Form verlaufen. Es existieren mehrere Variationen des Symbols; teilweise werden die Linien auch horizontal gezeichnet und formen so eine Fünf, verlaufen vertikal bis zu den Grundlinien und bilden so eine Acht oder die Grundlinien verlaufen horizontal, sodass am Ende ein Unendlichkeitssymbol entsteht.

## Geschichte
Die genaue Herkunft des Universellen S ist unbekannt. Die derzeit älteste bekannte Version des Symbols stammt von einem Foto aus dem Jahr 1973, welches 1974 in einem Buch von dem amerikanischen Agenten und Star-Fotografen Jon Naar veröffentlicht wurde. Aufgrund dieser Tatsache wird davon ausgegangen, dass das Symbol vermutlich aus der Straßenkunstszene des New York der 1970er-Jahre stammt.
Zur Verbreitung des Symbols trug auch wesentlich der amerikanische Künstler Jean-Michel Basquiat bei, der das Zeichen in vielen seiner Werke aus den 1980er-Jahren verwendete.
Bei der Reddit-Aprilscherzaktion im Jahr 2022 wurde das Universelle S auf r/place gepixelt und verblieb die ganze Aktion über auf der digitalen Leinwand.